# Макинтош (Минесота)
Макинтош (енгл. McIntosh) град је у америчкој савезној држави Минесота.

## Демографија
По попису из 2010. године број становника је 625, што је 13 (-2,0%) становника мање него 2000. године.
| Група             | 2000.       | 2010.       |
| Белци             | 614 (96,2%) | 588 (94,1%) |
| Афроамериканци    | 0 (0,0%)    | 0 (0,0%)    |
| Азијати           | 2 (0,3%)    | 1 (0,2%)    |
| Хиспаноамериканци | 13 (2,0%)   | 11 (1,8%)   |
| Укупно            | 638         | 625         |